# Oudard du Biez
Oudard, másképp Oudart du Biez (Lebiez, 1475 k. – Párizs, 1553 első fele), Biez, Escœuilles, Araines, Argueil és Vendôme ura, az itáliai háborúk hadvezére, Franciaország marsallja és Pikárdia kormányzója I. Ferenc és II. Henrik idején. Boulogne elvesztéséért 1551-ben megfosztották nemességétől, rangjaitól és hivatalaitól, és három évre börtönbe került. 1575-ben rehabilitálták. 

## Pályája
Artois-i és pikárdiai (közelebbről Hesdin és Boulgone vidékén birtokokkal rendelkező) kisnemesi családból származott. Apja Antoine du Biez (megh. 1485), Biez és Escœuilles ura, édesanyja Isabeau de Bergues-Saint-Winox (megh. 1524). 
XII. Lajos francia király idején kezdte katonai karrierjét, majd a befolyásos Anne de Montmorency marsall, később főparancsnok (connétable) támogatását élvezve szép pályát futott be I. Ferenc háborúiban. Királyi kamarás, majd Boulogne kapitánya, végül Boulonnais sénéchalja és kormányzója lett (1523). Ez évben a hatodik itáliai háború során sikeresen megvédte Hesdint a Suffolk hercege alatt érkező angol támadóktól, akik hathetes ostrom után vonultak el.
1526-ban, a hetedik itáliai háború során Saint-Pol grófjának seregében szolgált, és részt vett Pavia bevételében.
1536-ban a Szent Mihály-rend tagja lett. Ugyanebben az évben rajtaütéssel legyőzte a pikárdiai Éverny várát elfoglaló spanyol erőket.
1542 során Pikárdia helytartója lett, majd ez év július 15-én marsallá nevezték ki (René de Montjean pozíciójába), 1544-ben pedig Pikárdia kormányzója is lett, és ő üthette lovaggá Henrik dauphint.
1544-ben Montmorencyval közösen hiúsította meg V. Károly császár terveit Provence-ban, majd a Pikárdiára törő angolok ellen hadakozott. Két ízben is győzelmet aratott a támadók felett, és három hónapon át sikeresen védte Montreuilt a Norfolk hercege által vezetett ostromlóktól, akiket Henrik dauphin erősítése végül elűzött a város alól. Ugyanekkor Biez veje, I. Jacques de Coucy Boulogne-t védte az eleinte Suffolk hercege, majd személyesen VIII. Henrik angol király által vezetett angolok ellen. 60 nap tengeri és szárazföldi blokád után Coucy szeptember 14-én megadta magát, így a fontos kikötőváros angol kézre került. VIII. Henrik Norfolkot és Suffolkot bízta meg Boulogne védelmével, de ők seregük zömével Calais-ba vonultak a király távozása után. A dauphin csapatai október elején megkísérelték visszavenni Boulogne-t, ami majdnem sikerült is, de a városba betörő csapatok idő előtt elkezdtek fosztogatni, amit az angol védők ellentámadásra használtak ki, és olyan súlyos veszteségeket okoztak nekik, hogy feladták az ostromot.
1545 májusában Biezt nevezték ki a pikárdiai hadsereg főparancsnokává, és feladatul kapta egy Boulogne kikötőjét blokád alá vonni képes erőd megépítését. Ennek helyét illetően viszont nem vette figyelembe az utasításokat, és egy erődépítésre teljesen alkalmatlan helyen próbálkozott. Így nem csak, hogy nem érte el célját, de az építményt le is kellett rombolni.

## Bukása és rehabilitációja
1547 áprilisában a tőle időközben elhidegült Henrik dauphin lépett trónra, ekkor Biez – részben a vele ellenséges Guise herceg hatására – azonnal kegyvesztetté vált, mivel felrótták neki Boulogne elvesztését. 1547 májusában perbe is fogták, és árulás, valamint felségsértés vádjával 1549-ben fővesztésre ítélték vejével, Coucyval együtt. A marsall ítéletét végül a király jóvoltából csak életfogytiglani fogságra mérsékelték, de jelen kellett lennie veje 1549 júliusában végrehajtott kivégzésénél. Biezről 1551 nyarán született végső ítélet a párizsi parlamentben: ekkor fosztották meg marsallságától, zárták ki a Szent Mihály-rendből, és vették el nemesi rangját. Három év után engedték ki a börtönből, 1553-ban halt meg Párizsban. Szülőföldjén, Lebiezben temették el. Marsallságát Piero Strozzi kapta meg 1554-ben.
III. Henrik idején, 1575-ben rehabilitálták vejével együtt, és 1577-ben pompás újratemetést rendeztek a számára.

## Házassága, utódai

Lebiez városa és Oudard du Biez címere

Biez Jeanne de Senlis-t, Jacques des Senlis, Radinghem ura és Philippes d’Alennes leányát vette feleségül. Házasságukból két leány született:
- Isabelle – 1537-től I. Jacques de Coucy, Vervins urának felesége;
- Madeleine – 1537-től Jacques de Fouquesolle, Andreham urának felesége.

## Fordítás
- Ez a szócikk részben vagy egészben  az   Oudard de Biez című francia Wikipédia-szócikk ezen változatának fordításán alapul.  Az eredeti cikk szerkesztőit annak laptörténete sorolja fel. Ez a jelzés csupán a megfogalmazás eredetét és a szerzői jogokat jelzi, nem szolgál a cikkben szereplő információk forrásmegjelöléseként.
- Ez a szócikk részben vagy egészben  az   Oudard de Biez című német Wikipédia-szócikk ezen változatának fordításán alapul.  Az eredeti cikk szerkesztőit annak laptörténete sorolja fel. Ez a jelzés csupán a megfogalmazás eredetét és a szerzői jogokat jelzi, nem szolgál a cikkben szereplő információk forrásmegjelöléseként.